# Dendroarabis fruticulosa
Dendroarabis fruticulosa là một loài thực vật có hoa trong họ Cải. Loài này được (C.A.Mey.) D.A.German & Al-Shehbaz mô tả khoa học đầu tiên năm 2008.